# Comuna Peceskî, Hmelnîțkîi
Peceskî (în ucraineană Печеськи) este o comună în raionul Hmelnîțkîi, regiunea Hmelnîțkîi, Ucraina, formată din satele Hodakivți și Peceskî (reședința).

## Demografie
Componența lingvistică a comunei Peceskî
     Ucraineană (97,91%)
     Alte limbi (0,96%)
Conform recensământului din 2001, majoritatea populației comunei Peceskî era vorbitoare de ucraineană (97,91%), existând în minoritate și vorbitori de alte limbi.